# Улица Пугачёва (Мартыновка)
Улица Пугачёва — улица в Приморском районе Санкт-Петербурга. Расположена в исторических районах Мартыновка и Коломяги. Проходит от Эстонской улицы до улицы Щербакова.

## История наименования
Улица возникла в начале XX века и называлась Земской. 22 февраля 1939 года в период массовых переименований улиц в Коломягах и Мартыновке она была названа в честь предводителя крестьянского восстания 1773—1775 годов Емельяна Ивановича Пугачёва.

## Пересечения
С северо-востока на юго-запад улица Пугачёва примыкает к следующим улицам:
- Эстонская улица;
- улица Щербакова.

## Транспорт
Ближайшие к улице Пугачёва станции метро — «Удельная» (около 1,85 км по прямой от начала улицы) и «Озерки» (около 1,9 км по прямой от начала улицы) 2-й (Московско-Петроградской) линии.
Движение наземного общественного транспорта по улице отсутствует.
Ближайшие к улице Пугачёва железнодорожные платформы — Озерки (около 1,3 км по прямой от начала улицы) и Удельная (около 1,7 км по прямо от начала улицы).

## Интересные факты
7 июля 1993 года название Земский переулок получила новая улица в этом же районе между улицами Щербакова и Вербной.